# فضاء جوي

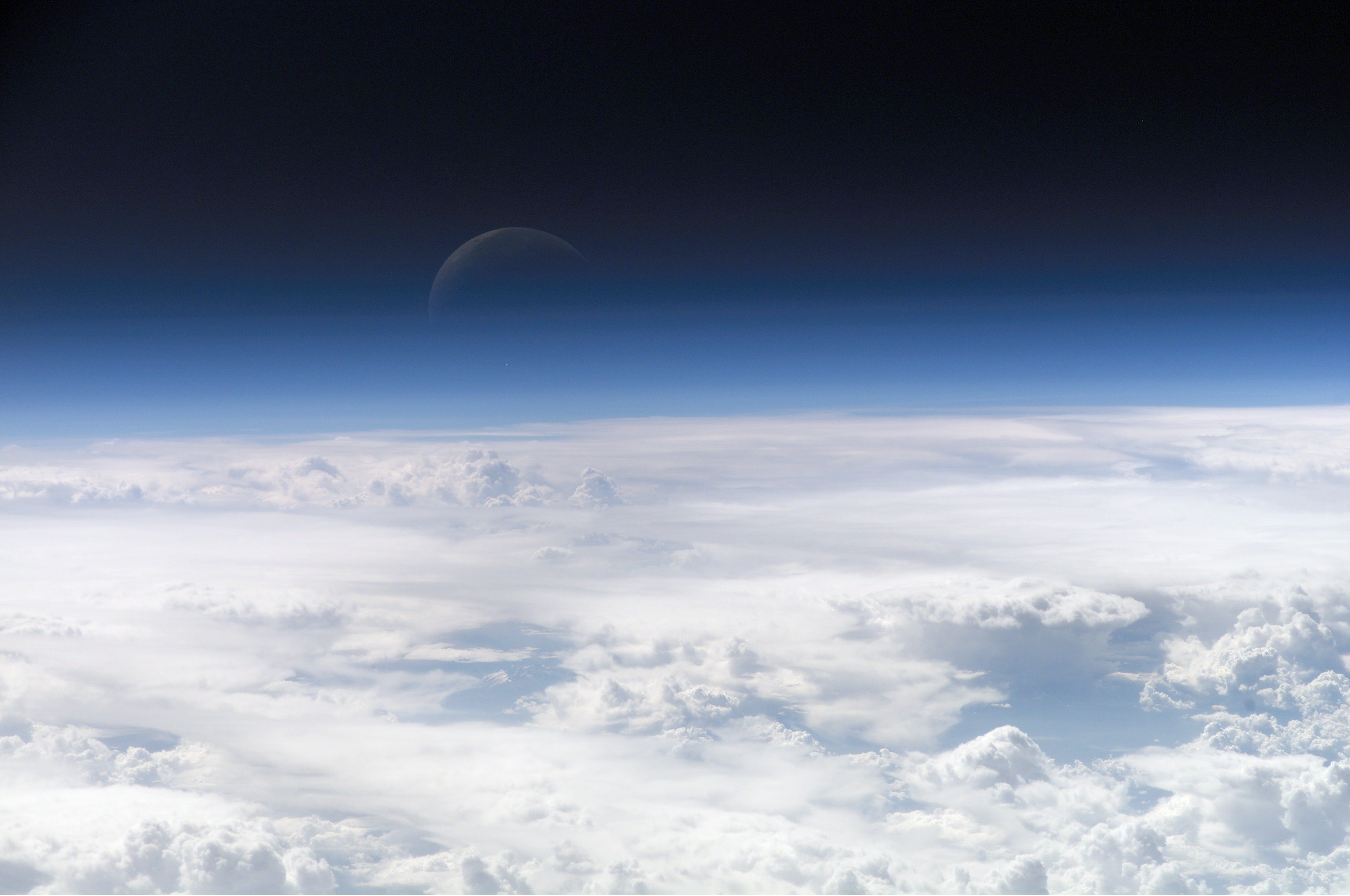
منظر عام للغلاف الجوي للأرض وبالخلفية القمر.

الفضاء الجوي (بالإنجليزية: Aerospace)‏ هو الجهد البشري في مجالات العلوم والهندسة والأعمال التجارية للطيران في الغلاف الجوي للأرض (الملاحة الجوية) والفضاء المحيط بِه (ملاحة فضائية). وتشمل مؤسسات الطيران للبحث والتصميم والتصنيع والتشغيل، والحفاظ على الطائرات والمركبات الفضائية. ويعتبر نشاط الفضاء الجوي متنوع جداً في العديد من التطبيقات التجارية والصناعية والعسكرية.
يختلف الفضاء الجوي عن المجال الجوي؛ فالمجال الجوي هو المكان المباشر فوق مكان ما على الأرض.

## التاريخ
علم الفضاء الجوي الحديث بدأ مع جورج كايلي في سنة 1799. اقترح كايلي مركبة جوية تتكون من أجنحة ثابتة وذيل أفقي وعامودي وهي تشكل الآن خصائص الطائرة الحديثة.

## إنظر أيضاً
- ديناميكا هوائية
- هندسة الطيران والفضاء الجوي
- ملاحة جوية
- سبر الفضاء
- قائمة وكالات الفضاء